# Saint-Nectaire
Saint-Nectaire é uma comuna francesa na região administrativa de Auvérnia-Ródano-Alpes, no departamento Puy-de-Dôme. Estende-se por uma área de 33,2 km². Em 2010 a comuna tinha 756 habitantes (densidade: 22,8 hab./km²).